# Андерхуб, Стив
Штефан «Стив» Андерхуб (нем. Steve Anderhub; 12 июля 1970, Люцерн, Швейцария) — швейцарский бобслеист, выступавший за сборную Швейцарии с конца 1990-х по начало 2000-х годов. Принимал участие в зимних Олимпийских играх 2002 года в Солт-Лейк-Сити, где удостоился серебряной награды за соревнования двоек, выступая в паре с Кристианом Райхом. Во время заезда швейцарцы уступили титулованным немецким бобслеистам Кристофу Лангену и Маркусу Циммерману лишь девять сотых секунды.
Стив Андерхуб имеет также в послужном списке одну бронзовую медаль чемпионата мира, выигранную в 2001 году в Санкт-Морице (мужские двойки).